# Stanley a Iris
Stanley a Iris (v anglickém originále Stanley & Iris) je americký dramatický film z roku 1990. Režisérem filmu je Martin Ritt. Hlavní role ve filmu ztvárnili Jane Fonda, Robert De Niro, Swoosie Kurtz, Martha Plimpton a Harley Cross.

## Obsazení
| Jane Fonda            | Iris King    |
| Robert De Niro        | Stanley Cox  |
| Swoosie Kurtz         | Sharon       |
| Martha Plimpton       | Kelly King   |
| Harley Cross          | Richard King |
| Jamey Sheridan        | Joe          |
| Zohra Lampert         | Elaine       |
| Feodor Chaliapin, Jr. | Leonides Cox |